# Хварски канал
Хварски канал је морски канал, који се налази у Јадранском мору.
На западу нема праве природне границе. Као граница се може узети линија која иде од рта Кабал на истоименом полуострву на Хвару до Заморског рата на острву Брач. Идући даље на запад, излази се на отворено море.
Са сјеверне стране је омеђен острвом Брач, а са јужне стране границу чини острво Хвар, те линија која иде од Сућурја на Подацу.
Са источне стране границу представља обала.